# Cessy
Cessy ist eine französische Gemeinde mit 5570 Einwohnern (Stand 1. Januar 2022) im Département Ain in der Region Auvergne-Rhône-Alpes. Sie gehört zum Kanton Gex im Arrondissement Gex und ist Mitglied im Gemeindeverband Pays de Gex Agglo.

## Geographie
Cessy liegt auf 525 m, zwei Kilometer südöstlich von Gex und etwa 14 Kilometer nordnordwestlich der Stadt Genf (Luftlinie). Das ehemalige Bauerndorf erstreckt sich im Pays de Gex, auf einem leicht nach Süden geneigten Plateau am Jurafuß, im nördlichen Bereich des Genfer Beckens, zwischen den Talniederungen von Journans und Oudar.
Die Fläche des 6,39 km² großen Gemeindegebiets umfasst einen Abschnitt des Pays de Gex. Das zentrale Gebiet wird von einem Plateau eingenommen, das gegen den Jura hin sanft ansteigt. Begrenzt wird diese Ebene durch zwei Talniederungen: im Westen durch den Journans (im Einzugsgebiet des Allondon), im Osten durch den Oudar (Nebenfluss der Versoix). Östlich des Oudar erstreckt sich das Gemeindeareal über die Fortsetzung der Jurafußebene bis in die Moorniederung mit dem Étang de Cessy und an den Hang des Mont Mourex, ein dem Jura vorgelagerter Höhenzug. Auf dem Plateau unterhalb von Gex wird mit 583 m die höchste Erhebung von Cessy erreicht. Im Untergrund von Cessy verläuft der Tunnel des zum Europäischen Kernforschungszentrums CERN gehörenden Large Hadron Collider (LHC).
Zu Cessy gehören neben dem eigentlichen Dorf auch verschiedene Weiler und Neubausiedlungen, darunter:
- Les Hauts de Cessy (560 m) nördlich an das Dorf anschließend
- Tutegny (534 m) am unteren Südhang des Mont Mourex

Nachbargemeinden von Cessy sind Gex im Norden, Grilly und Sauverny im Osten, Versonnex und Ségny im Süden sowie Échenevex im Westen.

## Geschichte
Das Gemeindegebiet von Cessy war bereits während der Römerzeit besiedelt, was anhand von Mauerfundamenten (3. bis 4. Jahrhundert) und zahlreichen Fundgegenständen nachgewiesen werden konnte. 
Erstmals urkundlich erwähnt wird der Ort im Jahr 1091 unter dem Namen Villa Seyssiacensis. Im Lauf der Zeit wandelte sich die Schreibweise über Seyssiacus (1110), Sessiaco (1184), Seissiacus (1198), Sessie (1305), Sessier (1400), Sessiez (1497), Cessiez (1573), Seyssi (1660) und Sessy (1730) zum heutigen Namen Cessy, der 1744 erstmals schriftlich belegt ist. Der Ortsname ist wahrscheinlich vom gallorömischen Personennamen Siss(i)us abgeleitet.
Schon in vorromanischer Zeit bestand in Cessy eine Kirche, die 1091 durch eine Schenkung unter die Obhut des Klosters Saint-Claude gelangte. Im Mittelalter gehörte Cessy zum Besitz der Herren von Gex. Zusammen mit dieser Herrschaft kam das Dorf im 14. Jahrhundert an die Grafen von Savoyen. Danach teilte Cessy die wechselvolle Geschichte des Pays de Gex, mit dem es nach Abschluss des Vertrages von Lyon 1601 endgültig an Frankreich gelangte. Zu einer Gebietsveränderung kam es 1833, als Échenevex von Cessy abgetrennt und zu einer selbständigen Gemeinde erhoben wurde.

## Bevölkerung
Mit 5570 Einwohnern (Stand 1. Januar 2022) gehört Cessy zu den mittelgroßen Gemeinden des Départements Ain. Seit Mitte der 1960er Jahre wurde ein markantes Bevölkerungswachstum verzeichnet. Besonders starke Wachstumsraten wurden seit den 1980er Jahren registriert. Außerhalb des alten Ortskerns wurden zahlreiche neue Einfamilienhäuser gebaut. Heute ist das Siedlungsgebiet mit dem von Gex fast lückenlos zusammengewachsen. Die Ortsbewohner von Cessy heißen auf Französisch Cessien(ne)s.
| Jahr                       | 1962 | 1968 | 1975 | 1982 | 1990 | 1999 | 2011 | 2020 |
| Einwohner                  | 423  | 509  | 770  | 1068 | 1763 | 2287 | 4167 | 5045 |
| Quellen: Cassini und INSEE |      |      |      |      |      |      |      |      |

## Sehenswürdigkeiten
Die gotische Kirche Saint-Denisaus dem 13. und 14. Jahrhundert steht an der Stelle des vorromanischen Gotteshauses. Sie wurde im 17. und 19. Jahrhundert umgestaltet. Das Schloss geht ursprünglich auf eine mittelalterliche Burg zurück und wurde bis ins 19. Jahrhundert mehrfach umgestaltet. Aus dem 17. Jahrhundert stammt das Maison de la Tour.

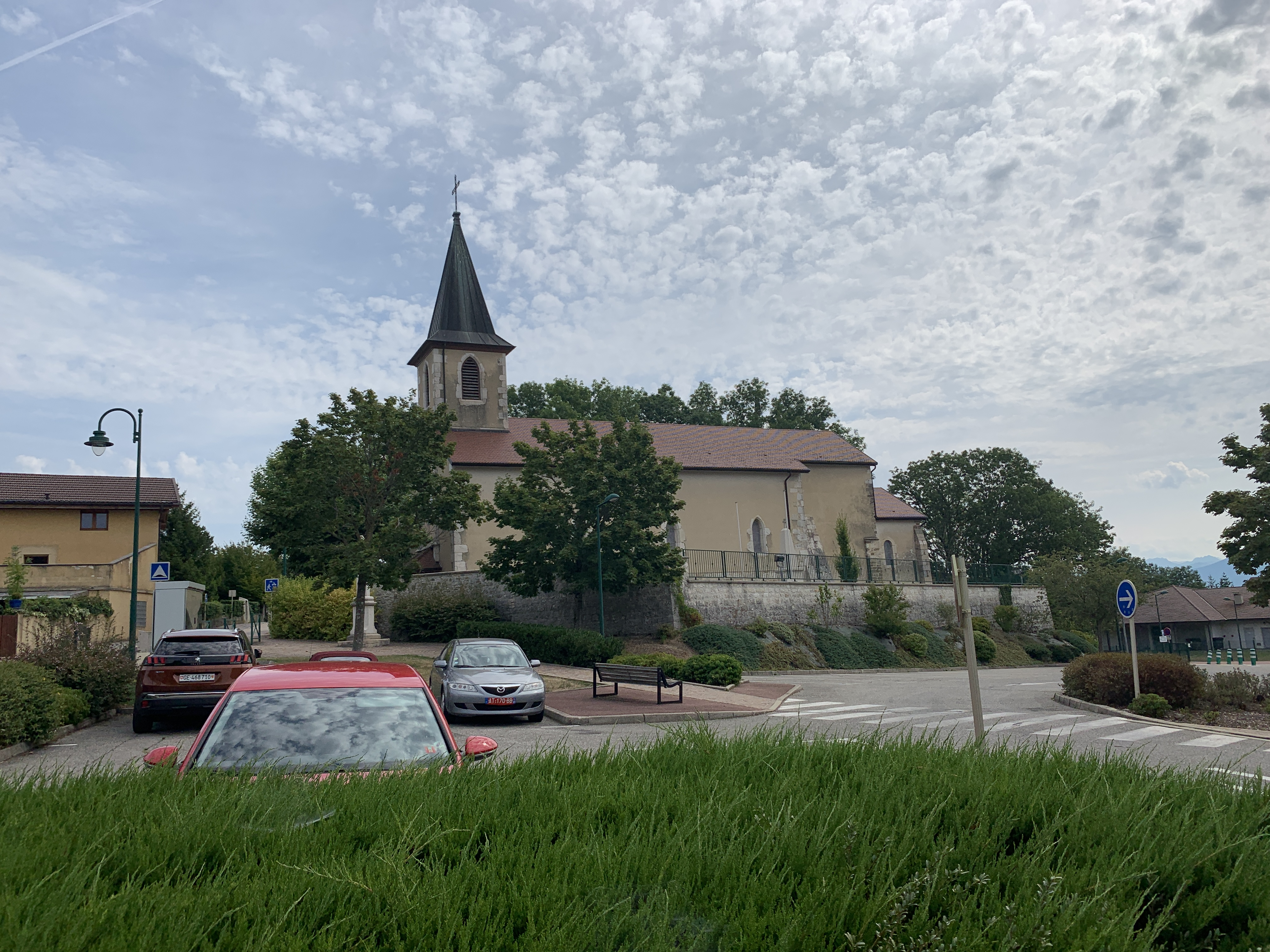
Kirche Saint-Denis
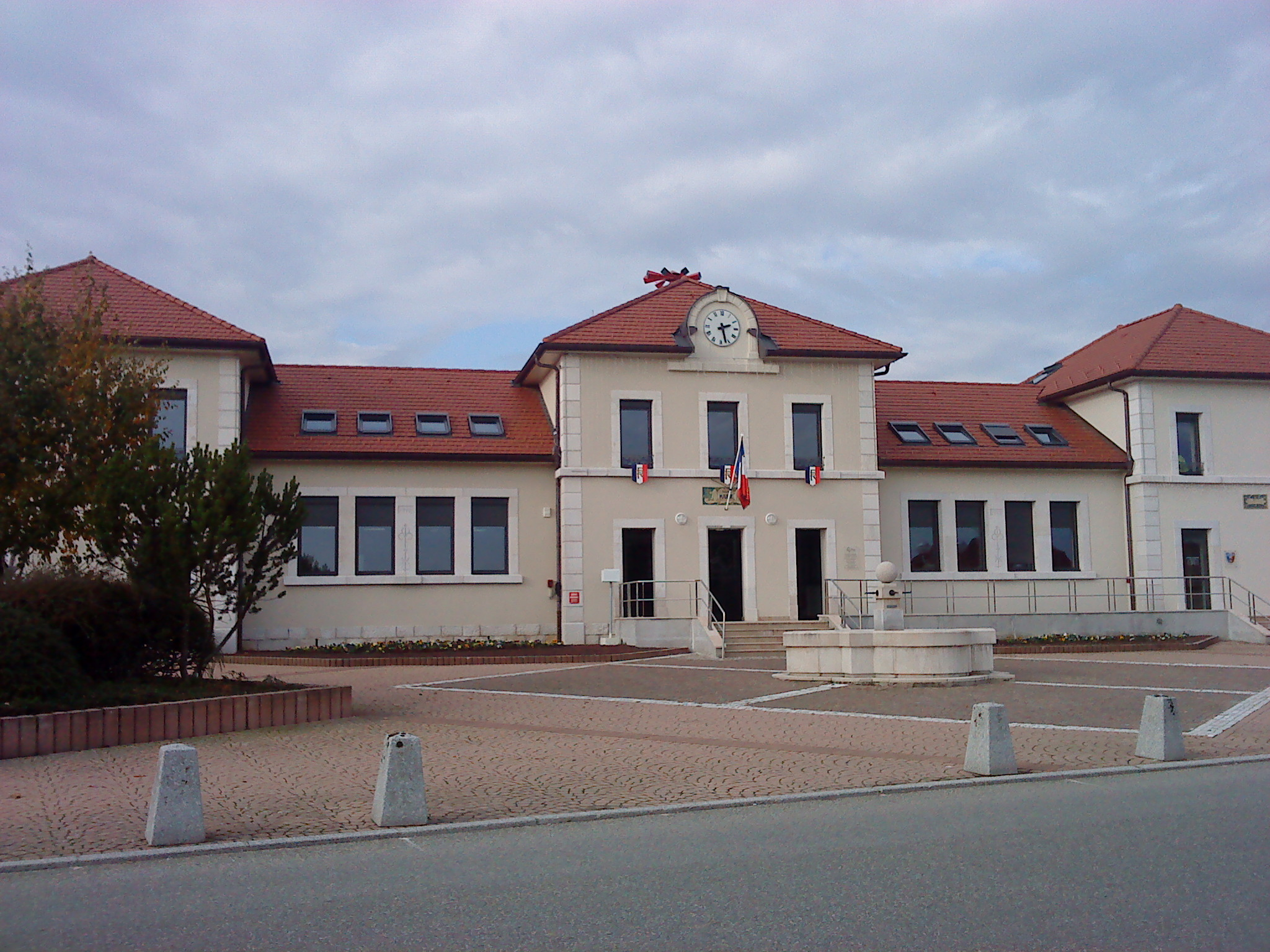
Mairie Cessy

## Wirtschaft und Infrastruktur
Cessy war bis weit ins 20. Jahrhundert hinein ein vorwiegend durch die Landwirtschaft geprägtes Dorf. Heute gibt es einige Betriebe des Klein- und Mittelgewerbes. Mittlerweile hat sich das Dorf dank der attraktiven Lage zu einer Wohngemeinde gewandelt. Zahlreiche Erwerbstätige sind Wegpendler, die in den größeren Ortschaften des Pays de Gex oder als Grenzgänger in der Agglomeration Genf arbeiten.
Die Ortschaft ist verkehrsmäßig gut erschlossen. Sie liegt nahe der Hauptstraße D1005 (vormals N5), die von Genf via Ferney-Voltaire nach Gex führt. Da diese Straße Cessy im Westen umfährt, ist der Dorfkern vom Durchgangsverkehr entlastet. Weitere Straßenverbindungen bestehen mit Grilly, Sauverny, Versonnex und Échenevex. Der nächste Anschluss an die schweizerische Autobahn A1 befindet sich in einer Entfernung von rund 10 km. Von 1900 bis 1932 verkehrte die Straßenbahn Gex–Ferney-Voltaire durch die Gemeinde. Heutzutage verkehrt eine Buslinie über Ferney-Voltaire nach Genf.

## Bildung
1994 wurde das internationale evangelikale Zentrum Le Rucher gegründet. Es dient als Weiterbildungszentrum für Menschen, die sich weltweit um Bedürftige kümmern, damit sie diesen Dienst kompetent, effektiv und auf eine gesunde Art und ganzheitliche Weise tun können.

## Partnerstadt
Seit 1999 unterhält Cessy eine Städtepartnerschaft mit Dahlen in Deutschland.